# Großseifen

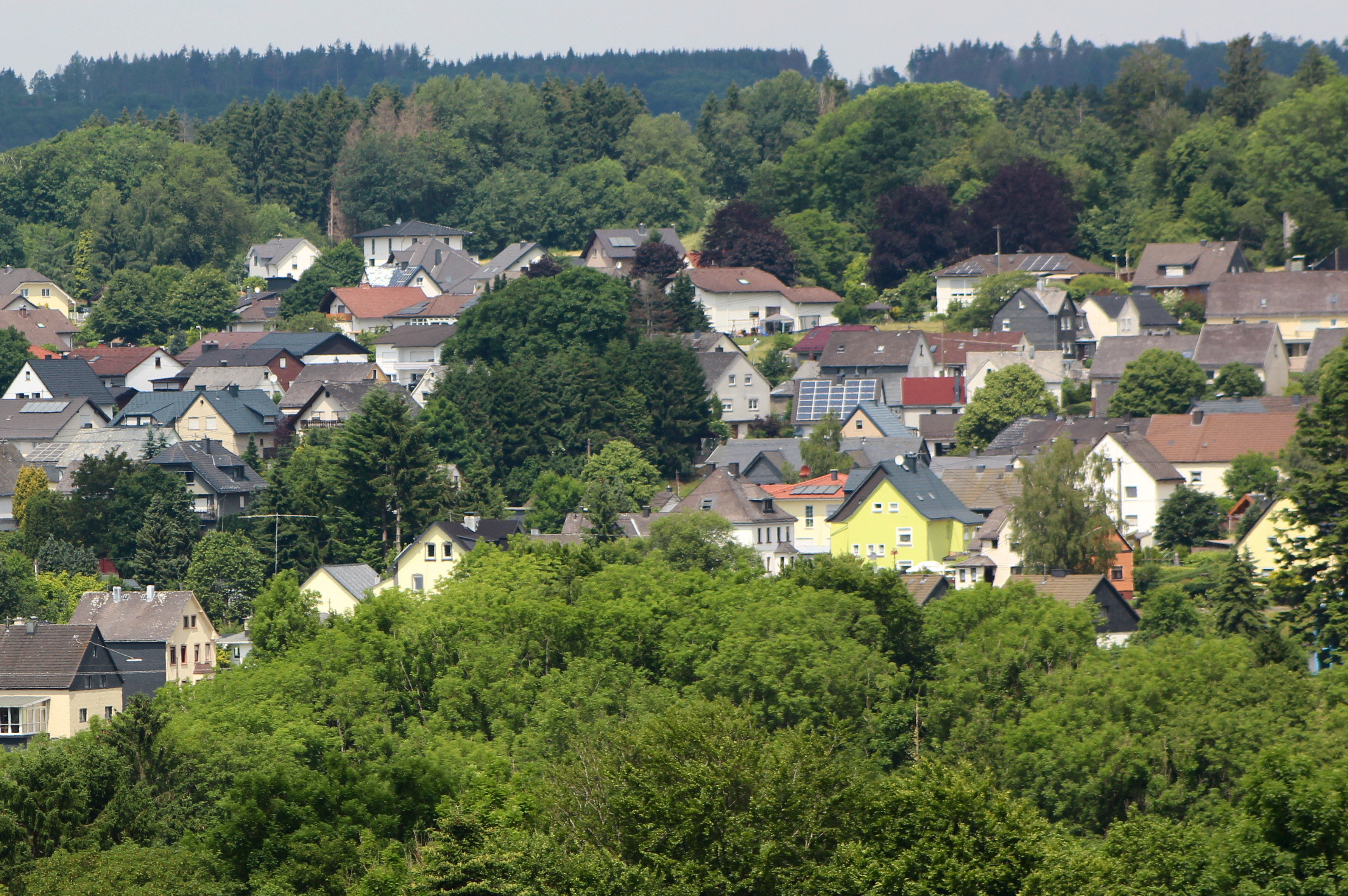
Ansicht von Großseifen

Großseifen (mundartlich: Großseife) ist eine Ortsgemeinde im Westerwaldkreis in Rheinland-Pfalz. Sie gehört der Verbandsgemeinde Bad Marienberg (Westerwald) an.

## Geographische Lage
Die Gemeinde liegt im Westerwald zwischen Limburg und Siegen. Die Nister, die zum Einzugsbereich der Sieg gehört, fließt in ost-westlicher Richtung in direkter Nähe zum Ort.

## Geschichte
Der in der Nähe von Marienberg gelegene Ort wurde am 6. Januar 1307 erstmals urkundlich erwähnt, als Graf Heinrich von Nassau mit seiner Frau Adelheid dem Abt und Konvent des Zisterzienserklosters Marienstatt die bestehenden Einkünfte in Velde (= Fehl / Fehl-Ritzhausen) und Graynsiven bestätigte. Der Name des Ortes war bis zum heutigen Namen Großseifen vielen Wandlungen unterworfen. Man schrieb Gransifen, Grassyffen, Grassifen, Graensüffen, Graseiffen und schließlich den heutigen Namen Großseifen.
Erklärung der Namensgebung: Die Endsilbe „siven – sifen – seifen“ beschreibt ein in dieser Gegend liegendes sumpfartiges Gelände. Die Vorsilbe „Grayn – Gran“, könnte so viel wie „Krähn“ bedeuten. Etymologisch sind die vielfältigen Schreibweisen nicht zu erklären. Als Ursache kommen daher auch Schreib- und Hörfehler in der Überlieferung in Betracht.
1511 führt das Einnahmeverzeichnis der Herrschaft Beilstein sieben Haushalte in „Graynsyfe“ auf. 1534 sind es 10, 1565 sechs und 1569 sieben Haushalte. Das Pestjahr 1613 führte zu Bevölkerungsverlusten: 1621 waren es noch vier Familien, die sich nach dem Dreißigjährigen Krieg auf zwei im Jahr 1650 reduzierten. Danach erholten sich die Bevölkerungszahlen langsam 1665 waren es vier, 1697 neun Familien. Am Ende des 18. Jahrhunderts beginnt die Bevölkerungszahl stark zu wachsen. Ursache waren die Braunkohlegruben der Umgebung, die neben der Landwirtschaft nun zum Lebensunterhalt der Bevölkerung beitrugen. 1780 waren es 15 Familien, 1809 bereits 24 Familien oder 115 Personen, die in Großseifen wohnten.
In den Jahren 1875/76 wurde ein Schulhaus (an der Stelle des heutigen Bürgerhauses) errichtet. Seit 1860 besuchten die Kinder die Schule in Eichenstruth. Diese Schule (das Gebäude steht heute noch) verfügte über einen einzigen Raum mit völlig unzureichender Größe und Dämmung. Aber auch das 1875/76 errichtete Schulhaus wurde dem Bevölkerungswachstum nicht gerecht, so dass 1929 eine neue Schule (das heutige Anwesen Kirchstein) errichtet wurde. 1966 wurde der Schulbetrieb aufgegeben und die Schüler besuchen nun die Schulen in Bad Marienberg. 1976 wurde die alte Schule abgerissen und ein Dorfgemeinschaftshaus an dessen Stelle errichtet. In den Jahren 1996/97 wurde es saniert.
Seit 1911 hatte Großseifen Eisenbahnanschluss durch die Bahnstrecke Erbach–Fehl-Ritzhausen. Der Bahnhof wurde 1948 zum Haltepunkt herabgestuft, die Betreuung der Reisenden erfolgte durch eine „Agentur“. Das ließ sich aber nicht halten, da das Verkehrsaufkommen zu hoch war. Noch im gleichen Jahr wurde die Maßnahme wieder rückgängig gemacht. Der Personenverkehr wurde auf der Strecke 1971 aufgegeben, Güterverkehr gab es noch bis in die 1990er Jahre. Anschließend wurde die Strecke stillgelegt. 
Neben den erwähnten Braunkohlegruben wurde in Großseifen in der „Gewerkschaft Albert“ Basalt abgebaut. Diese Grube stellte 1963 den Betrieb ein. Heute bestehen im Ort nur noch ca. 50 Arbeitsplätze. Jedoch verfügt der Nachbarort Eichenstruth über ein großes Gewerbegebiet, in dem auch Einwohner von Großseifen Arbeit finden.
Die Einwohnerzahl ist seit 200 Jahren kontinuierlich gestiegen. Aus dem 115 Einwohnern 1809 wurden 1890 bereits 249. 1949 sind es 365 und 1987 bereits 484 Einwohner. Nach der Erschließung des Baugebiets „In der Staar“ stieg die Bevölkerungszahl 2006 auf 602 Einwohner.

## Politik

### Liste der Gemeindebürgermeister
- 1946–1954: Wilhelm Hoffmann
- 1954–1969: Walter Utsch
- 1969–1979: Hermann Wollenweber
- 1979–1992: Jürgen Steup (erneut ab 2009)
- 1992–1994: Günter Thiede
- 1994–1996: Günther Uhr
- 1996–1999: Günter Thiede
- 1999–2009: Thomas Stalp
- 2009–2024: Jürgen Steup[5]
- ab 2024: Jörg Denker[6]

## Kultur und Sehenswürdigkeiten
→ siehe Liste der Kulturdenkmäler in Großseifen

## Persönlichkeiten
- Otto Schmidt (1899–1969), Verwaltungsbeamter und Politiker

## Verkehr
Es bestand Bahnanschluss an die Bahnstrecke Erbach-Fehl-Ritzhausen, welche heute jedoch ohne Schienenpersonennahverkehr (SPNV) ist.